# Síndrome de vómitos cíclicos
El síndrome de vómitos cíclicos es una enfermedad poco conocida que afecta a niños y algunos adultos y puede causar mucho sufrimiento y estrés en los pacientes y en sus familias.
Fue descrito por primera vez por el pediatra Samuel Gee en 1882.
Normalmente aparece en la infancia a partir de los 3 o 7 años, hay casos que han empezado en la vida adulta.

## Características
Los episodios suelen durar desde unas horas a varios días, y se pueden repitir desde varias veces al año hasta varias veces al mes. Suelen ser muy similares un ciclo al otro. Normalmente aparecen por la noche o de madrugada una serie de náuseas y vómitos (entre 5 o 10 veces por hora). Necesitan ingerir mucho líquido.
Los vómitos pueden ir acompañados de otros síntomas como mareos, dolor abdominal, migrañas, fiebre baja, a veces van acompañados con sangre por irritación del esófago.
El estrés, negativo o positivo, contribuye a la aparición del ciclo, así como alguna alergia alimentaria o infección
El descanso y el sueño es la única cosa que les proporciona un poco de alivio.

## Diagnóstico
Es una enfermedad muy difícil de diagnosticar, ya que hay pocos casos, pocos estudios y muchas causas que provocan vómitos en un paciente.
Es importante descartar otras enfermedades que causen síntomas similares a SVC.

## Tratamiento
De momento no se ha encontrado ningún fármaco para curar el síndrome, pero hay medicamentos para prevenir, abortar o acortar los episodios. Cada paciente responde de forma personalizada, pero es muy importante que tenga un ambiente tranquilo y oscuro.